# 假钻毛蕨
假钻毛蕨（学名：Paradavallodes multidentatum）为骨碎补科假钻毛蕨属下的一个种。